# Wirtschaftsbetriebe Duisburg
Die Wirtschaftsbetriebe Duisburg – AöR gehört zu den vier größten kommunalen Unternehmen in Duisburg.

## Geschichte
2001 wurden aus den Entsorgungsbetrieben Duisburg und Teilen des Amtes für öffentliches Bauen und Grün sowie des Sportamtes die Wirtschaftsbetriebe Duisburg gegründet. Der Eigenbetrieb wurde 2007 in eine Anstalt öffentlichen Rechts umgewandelt.

## Aufgaben
Zu den Aufgaben der Wirtschaftsbetriebe Duisburg gehören die Abfallentsorgung und die Stadtreinigung sowie die Stadtentwässerung, Gewässerunterhaltung und -entwicklung. Daneben widmen sich die Betriebe der Planung und Unterhaltung der Spielplätze, dem Betrieb der Friedhöfe und des Krematoriums, der Pflege der Grünflächen, Parks und Botanischen Gärten. Auch die Pflege der gesamten städtischen Infrastruktur wie Straßen, Wege, Plätze, Brückenbauwerke und Verkehrssignalanlagen, die städtischen Hochwasserschutzeinrichtungen sowie die Bewirtschaftung der städtischen Immbobilien gehören zum Arbeitsgebiet des kommunalen Unternehmens.